# Bolesław IV. (Polen)

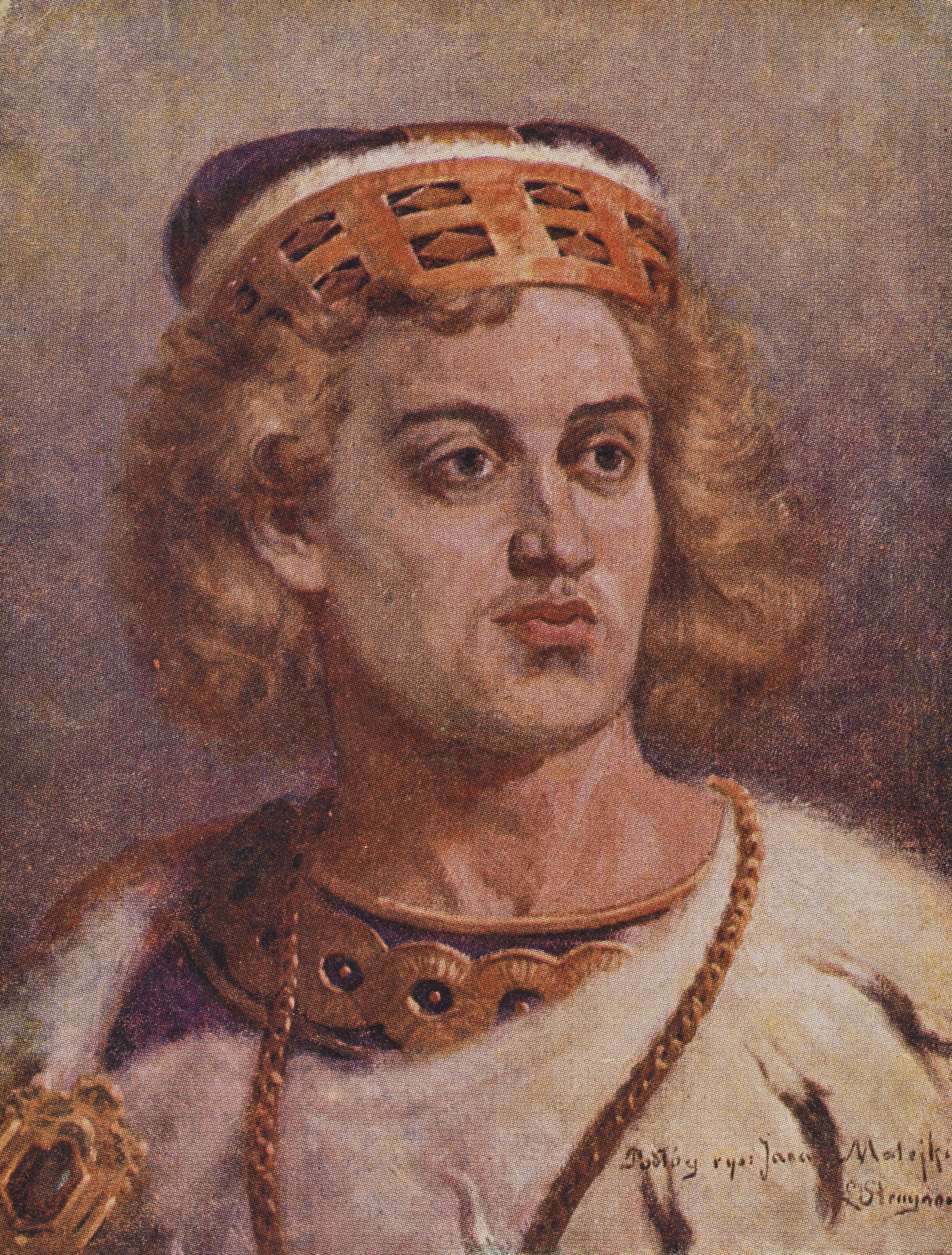
Jan Bolesław IV Kędzierzawy

Bolesław Kraushaar (polnisch Bolesław IV Kędzierzawy; * 1120 oder 1121; † 5. Januar 1173) war ab 1138 Herzog von Masowien und ab 1146, als Bolesław IV., Seniorherzog von Polen damit auch Herzog von Kujawien, Schlesien, Großpolen in Gnesen und Kalisch, Kleinpolen in Krakau und Sandomir. Als Sohn von Bolesław III. Schiefmund entstammte er dem polnischen Adelsgeschlecht der Piasten.

## Leben
Bolesław wurde um 1120 als zweitältester Sohn des Herzogs Bolesław III. und seiner zweiten Gemahlin Salome von Berg geboren. Im Testament des Vaters erhielt er Masowien als erbliches Herzogtum, nach seines Vaters Tod kam noch Kujawien hinzu.
1141 und 1146 stellte er sich an die Spitze der Bruderschar, die gegen den ältesten Bruder Władysław II. den Vertriebenen konspirierte. Nach der Vertreibung Władysławs im Jahr 1146 (dieser floh ins römisch-deutsche Reich und suchte beim Kaiser um Unterstützung nach) musste er dem deutschen König Konrad III., der zu Władysławs Gunsten intervenieren wollte, eine große Kontribution zahlen.
Bolesław übernahm nun die Macht im Staate und herrschte über mehrere Regionen – Masowien, Kujawien, Schlesien, Kleinpolen sowie Teile Großpolens. 1147 griff Bolesław zusammen mit Truppen aus der Kiewer Rus die Pruzzen an, welche sich jedoch erfolgreich wehrten. Im Jahre 1157 wurde Polen von Kaiser Friedrich Barbarossa angegriffen, der die Wiedereinsetzung Władysławs forderte. Bolesław verlor den Krieg und musste sich verpflichten, Schlesien an Władysław zurückzuerstatten, zögerte aber lange damit. Erst im Jahre 1163, unter der Drohung einer neuen kaiserlichen Intervention, gab er Schlesien an die Söhne Władysławs, Bolesław I. den Langen und Mieszko I. Kreuzbein, heraus. 1166 versuchte er sich wieder an der Unterwerfung der Pruzzen, auch diesmal erfolglos.
Bolesław war mit der Kiewer Prinzessin Wjerchoslawa verheiratet und hatte von ihr einen Sohn, Leszek, der nach dem Tode des Vaters Masowien übernahm, selbst jedoch kinderlos blieb. Schließlich verstarb Bolesław im Jahr 1173, ohne einen Erben in seiner Linie zu hinterlassen.